# کارل لومبه
کارل لومبه (ارمنی: Կառլ Լոմբե؛ فرانسوی: Carl N`Kale Lombé‎؛ زادهٔ ۱۸ مهٔ ۱۹۸۶ یائونده) بازیکن فوتبال در پست هافبک کامرونی‌تبار اهل ارمنستان است.

## باشگاهی
از باشگاه‌هایی که در آن بازی کرده‌است می‌توان به باشگاه فوتبال پیونیک، باشگاه فوتبال آریس لیماسول، باشگاه فوتبال وهن ویسبادن و باشگاه فوتبال راپید بخارست اشاره کرد.

## تیم ملی
وی همچنین در تیم‌های ملی فوتبال زیر ۱۹ سال ارمنستان و زیر ۲۱ سال ارمنستان بازی کرده‌است.